# Gwendolyne
«Gwendolyne» fue la canción que representó a España en el Festival de la Canción de Eurovisión 1970, interpretada en español por Julio Iglesias.

## Descripción
La canción es una balada, cuya letra y música fueron escritas por Julio Iglesias, dedicadas a su primera novia, Gwendolyne, una chica francesa que conoció a los 20 años mientras era estudiante de Derecho y portero de una de las categorías inferiores del Real Madrid. En 1963 Iglesias tuvo un accidente de tráfico que puso fin a su carrera de futbolista. Después tuvo que ir a rehabilitación durante mucho tiempo y eso le permitió aprender a tocar la guitarra como parte de la terapia.
Iglesias empezó a componer su propia música; en 1968 se inscribió y ganó el Festival Internacional de la Canción de Benidorm con la canción «La vida sigue igual», y poco después firmó un contrato con la discográfica española Discos Columbia. Su participación en el Festival de la Canción de Eurovisión 1970 en Ámsterdam fue su primera aparición televisiva importante. «Gwendolyne» fue su primer sencillo número 1 en España y tuvo un modesto éxito en algunos países europeos y sudamericanos. Su sencillo internacional «Un canto a Galicia» fue un éxito internacional en 1972.
La canción «Gwendolyne» fue interpretada la novena en la noche, después de la canción «Je suis tombé du ciel», del artista de Luxemburgo David Alexandre Winter, y antes de la canción «Marlène», de la artista de Mónaco Dominique Dussault. Iglesias estuvo acompañado a los coros por el Trío La, La, La. En la votación recibió 8 puntos, acabando el 4º de los doce concursantes.
Iglesias grabó la canción en cinco idiomas: español, inglés, francés, alemán e italiano. La canción también tituló su tercer álbum, publicado en 1970, y fue incluida en el álbum de su debut internacional de 1972.
La representante española el año posterior fue Karina, con «En un mundo nuevo».

## Versiones
Contemporáneamente a la versión original fue interpretada por Lola Flores. 40 años más tarde se versionó por la hija de esta Rosario Flores.
En la década de 1980 fue grabada por el cantante Dyango.
Julio Iglesias fue parodiado en este tema por Josema Yuste, del dúo humorístico Martes y Trece para el programa especial de TVE  Aver, a ver emitido en 1992.
El artista flamenco Ricardo Gabarre (Junco) también hizo su versión.
En 2008 fue interpretada por José Mercé para el programa de Televisión española Europasión.
Posteriormente fue grabada por Pitingo. Esta versión fue imitada por Fran Dieli en el programa de televisión Tu cara me suena.